# 辛基·克奈格特
辛基·克奈格特（荷蘭語：Sjinkie Knegt，荷蘭語發音：[ˈʃɪŋki ˈknɛxt]，1989年7月5日—）生于弗里斯兰省班特哈，是一名荷兰男子短道速滑运动员。他在10岁时开始练习滑冰。他曾获得多枚世锦赛奖牌和欧洲锦标赛奖牌。
2014年1月，克奈格特在德国德累斯顿进行的欧洲短道速滑锦标赛男子5000米接力比赛中联同队友获得A组第二名，然而比赛结束时克奈格特因对获得第一名的俄罗斯选手維克多·安不满而对他竖起中指。赛后国际滑冰联盟取消了他在该届比赛的全能成绩，但并未取消他在其他项目当中所获得的奖牌。一个月后，他在索契冬奥短道速滑男子1000米决赛中摘得铜牌，这是荷兰队历史上首枚奥运短道速滑奖牌。
2018年2月，克奈格特在平昌冬奥的第一个比赛日当中获得了男子1500米项目的银牌，这是他个人的第二枚奥运奖牌。在比赛结束不久后进行的颁花仪式期间，他在和另两名奖牌得主合影的时候，右手拿着吉祥物，其中中指伸了出来，这一动作被韩国媒体及网民认为是向冠军得主林孝俊竖中指，以表达对其的不满。对此，克奈格特在比赛次日的颁奖仪式过后解释称：“看上去我像是伸出了中指。我无意这么做……照片中的我只是看上去不好而已，但我并不是故意的。我只是拿着奖牌而已。”国际奥林匹克委员会和国际滑冰联盟未对此事采取任何措施。